# 레이디 오브 나이트
《레이디 오브 나이트》(La Signora Della Notte, Lady Of The Night)는 이탈리아에서 제작된 피에로 쉬바자파 감독의 1986년 영화이다. 세레나 그랜디 등이 주연으로 출연하였고 지오바니 베르톨루치 등이 제작에 참여하였다.

## 출연

### 주연
- 세레나 그랜디
- 파비오 사토

### 조연
- 스탠코 몰너